# Tricentrogyna radaria
Tricentrogyna radaria är en fjärilsart som beskrevs av William Schaus 1901. Tricentrogyna radaria ingår i släktet Tricentrogyna och familjen mätare. Inga underarter finns listade i Catalogue of Life.